# Pielgrzymki w islamie
Pielgrzymki w islamie – pielgrzymowanie do miejsc związanych z życiem Mahometa czy innych ważnych postaci islamu jest istotnym elementem religii muzułmańskiej. Odbycie pielgrzymki do Mekki (Arabia Saudyjska) jest jednym z pięciu filarów wiary (arkan) w tej religii.
Można wyróżnić 3 rodzaje pielgrzymek w islamie:
- hadżdż (hadż) – pielgrzymka do Mekki, tzw. większa lub pełna. Jej odbycie jest obowiązkiem każdego wyznawcy, chyba że z powodów finansowych bądź zdrowotnych wyprawa taka jest niemożliwa. Hadżdż ma charakter zbiorowy i odbywa się tylko w czasie miesiąca pielgrzymki zu al-hidżdża. Pielgrzymi, zbliżając się do świętego terytorium Mekki, wchodzą w stan uświęcenia i przywdziewają białą szatę. Pielgrzymka rozpoczyna się 8 dnia wspomnianego miesiąca kazaniem w meczecie. Przez kolejne 3 dni wyznawcy wędrują po okolicy docierając do różnych symbolicznych miejsc, m.in. doliny Mina, góry Arafat, wzgórza Al-Muzdalifa. W tym czasie sprawują wiele modlitw i obrzędów, np. kamienowanie szatana. Przez kolejne trzy dni pielgrzymi odpoczywają. Hadżdż gromadzi corocznie kilka milionów wyznawców islamu, których nazywa się wówczas hadżi (pielgrzym).
- umra – również pielgrzymka do Mekki, ale nazywana mniejszą. Ma charakter indywidualny, a jej czas nie jest określony. Najważniejszym jej elementem jest siedem rytualnych okrążeń Kaaby i ucałowanie hadżaru – Czarnego Kamienia. Umra często łączona jest z hadżdżem.
- zijara – pielgrzymka do grobów świętych islamu, a zwłaszcza do grobu Mahometa w Medynie.